# Euphorbia hinkleyorum
Euphorbia hinkleyorum är en törelväxtart som beskrevs av Ivan Murray Johnston. Euphorbia hinkleyorum ingår i släktet törlar, och familjen törelväxter. Inga underarter finns listade i Catalogue of Life.